# Мелетий (Якимов)
Епископ Меле́тий (в миру Михаи́л Кузьми́ч Яки́мов; 29 октября [10 ноября] 1835, Нема, Вятская губерния — 14 [26] января 1900, Рязань) — епископ Русской православной церкви, епископ Рязанский и Зарайский.
Духовный писатель, кандидат богословия. Награждён орденами Владимира 3-й степени (1880) и Александра Невского (1895).
Канонизирован в лике святителей как местночтимый святой Рязанской, Липецкой, Сибирской, Иркутской и Якутской епархий.

## Биография
Родился 29 октября (11 ноября) 1835 года в селе Нема (Введенское) Нолинского уезда Вятской губернии (ныне районный центр в Кировской области) в семье священника Косьмы Павловича Якимова и Александры Капитоновны, урождённой Рязановой, дочери чиновника, тоже духовного происхождения; основательница Читинской Богородицкой Общины, ныне преобразованной в общежительный монастырь (умерла 29 декабря 1888 года, 75 лет от роду, и погребена в основанной ею Обители).
Первоначальное образование получил в Нолинском, а затем в Вятском Духовных училищах. В 1856 году — окончил Вятскую духовную семинарию.
С 1856 года — послушник Вятского Успенского Трифонова монастыря.
26 марта 1857 года пострижен в рясофор без перемены имени.
С 1 сентября 1857 года — учитель по священной истории и нотному пению и надзиратель в Вятском духовном училище.
16 августа 1858 года принят в Казанскую Духовную Академию
1 февраля 1859 года по указу Святейшего Синода пострижен в монашество с именем Мелетий, а 16 марта епископом Никодимом рукоположён в сан иеродиакона.
9 декабря 1861 года по указу Святейшего Синода в наказание за служение панихиды по крестьянам села Бездна Спасского уезда Казанской губернии, убитым при усмирении их волнения, исключён из Казанской духовной академии (по этому же делу был арестован профессор Казанского университета, преподаватель русской истории духовной академии А. П. Щапов) уволен от преподавания в академии и послан на миссионерское служение в Посольский Спасо-Преображенский монастырь на Байкале в Иркутской губернии.

### Миссионер в Сибири
23 июня 1862 года прибыл в монастырь и был определён миссионером в Селенгинское бурятское ведомство и 3-ю конную бурятскую бригаду Забайкальского казачьего войска.
30 декабря 1862 года — рукоположён в сан иеромонаха.
Там, среди миссионерских трудов, им было написано сочинение, за которое в 20 июня 1865 году он, уже иеромонах-миссионер, удостоен был степени кандидата богословия.
Всецело преданный делу многотрудной проповеди, весь ушедший в свою суровую, до потери здоровья, деятельность, отец Мелетий скоро привлек особенное внимание начальства на своё благоплодное служение.
С сентября 1872 года служил миссионенром на границе Монголии, в Цаганг-Усурском стане и Цакире, среди бурят и тунгусов.
30 августа 1873 года — назначен начальником Иркутского отдела духовной миссии и настоятелем Ниловой пустыни в Саянских горах.
2 февраля 1874 года — возведён в сан архимандрита.
Значительный заслуги архимандрита Мелетия обратили на него внимание высшего духовного начальства. 5 августа 1878 года последовало Высочайшее утверждённое назначение архимандрита Мелетия Епископом Духовной миссии в пределах Забайкальской области.

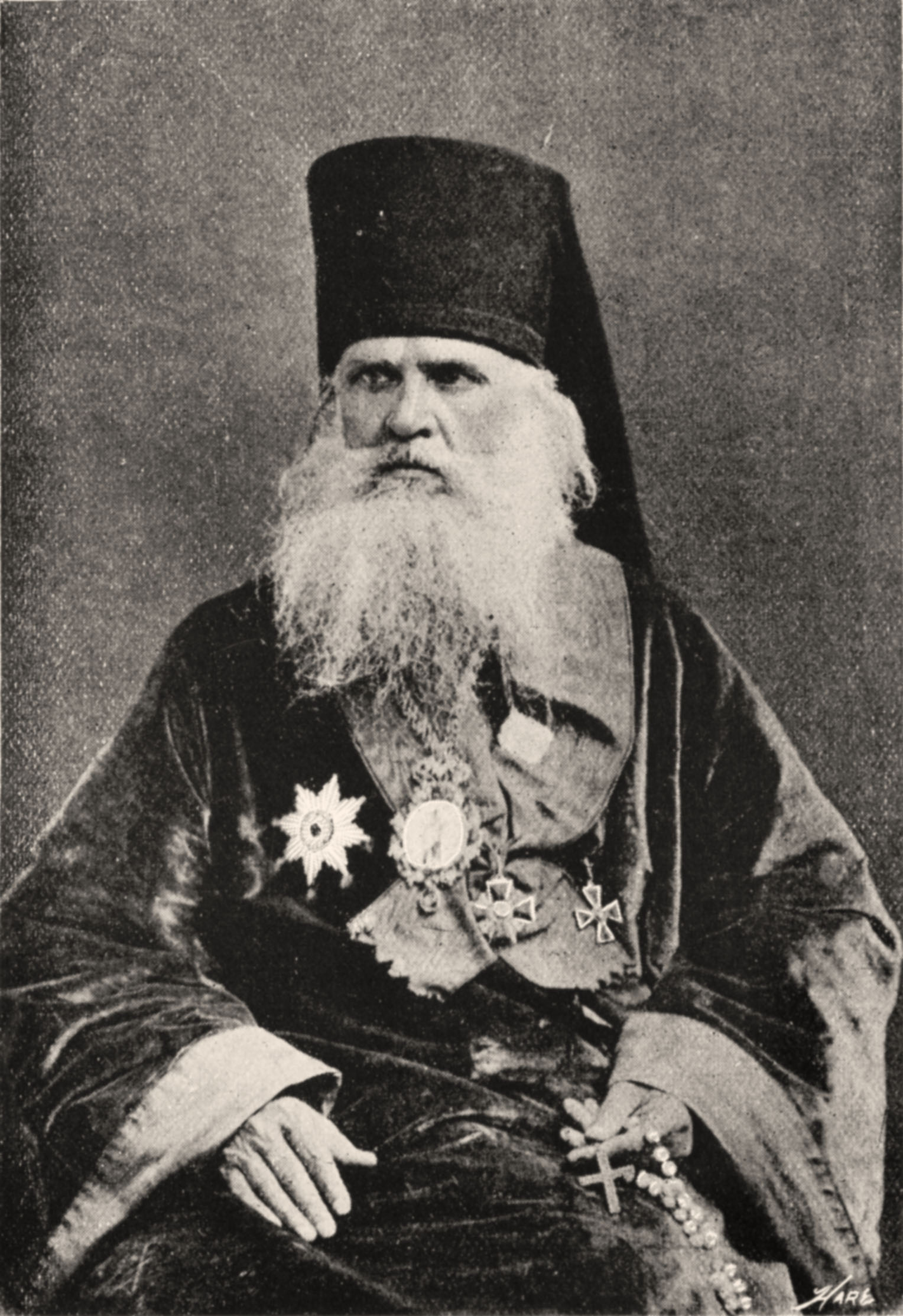
Мелетий, епископ Якутский и Вилюйский (ок. 1892 года)

5 ноября 1878 года хиротонисан в сан епископа Селенгинского, викария Иркутской епархии, со званием начальника Забайкальской духовной миссии (центр которой находился в Чите).

### Епископ Якутский и Вилюйский
5 июля 1889 года назначен епископом Якутским и Вилюйским. В Якутск прибыл 16 сентября.

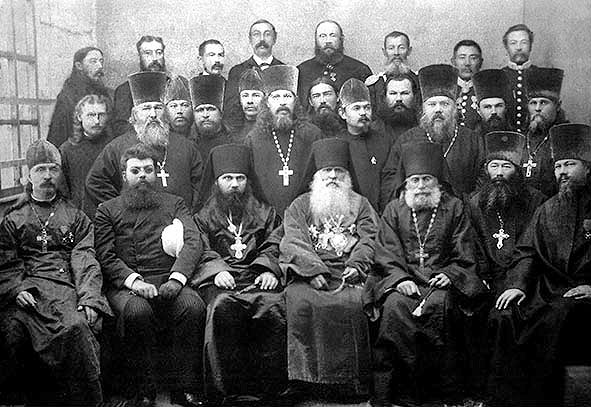
Епископ Якутский Мелетий с духовенством епархии

Большой проблемой Якутской епархии была ситуация с больными проказой, живущих изолированно далеко в тайге. Мелетий детально ознакомился с условиями жизни прокажённых и был инициатором публикации в «Якутских епархиальных ведомостях» написанной врачом Якутской гражданской больницы К. В. Несмеловым статьи «Проказа в Вилюйском округе». Общественная реакция на эту статью была значительной. К борьбе с проказой подключились российские и зарубежные добровольцы и жертвователи. В Якутск приехала сестра милосердия из Англии Кэт Марсден, запустившая процесс постройки колонии для прокажённых невдалеке от Вилюйска. Позднее из Москвы для работы с прокажёнными приехали три сестры милосердия и опытный врач Д. С. Гимер.
Мелетий продолжил дело построения храмов. За время нахождения на якутской кафедре он освятил 14 новых церквей. Им было учреждено в Якутске церковное братство во имя Христа Спасителя. Было построено новое здание с домовой церковью для женского Епархиального училища (1892), открыто большое число церковно-приходских школ. При активном участии и попечительстве Мелетия в Якутске появился областной музей.

### Епископ Рязанский и Зарайский
14 октября 1896 года назначен епископом Рязанским и Зарайским. В Рязань прибыл 17 февраля 1897.
С 1897 года — почётный член Казанской духовной академии.
Несмотря на недуги, совершал подвиг служения Богу в духе апостольской ревности, христианской любви, кротости. Рязанский край не стал местом его отдохновения, хотя и пространства были здесь не столь велики, как в Сибири, и пути сообщения более удобны, и климат значительно менее суров. Тем не менее, если в Якутской епархии на попечении владыки было 80 церквей, то в Рязанской — более 1000.
Скончался 14 (27) января 1900. Был похоронен в Архангельском соборе Рязанского кремля.

## Церковное почитание

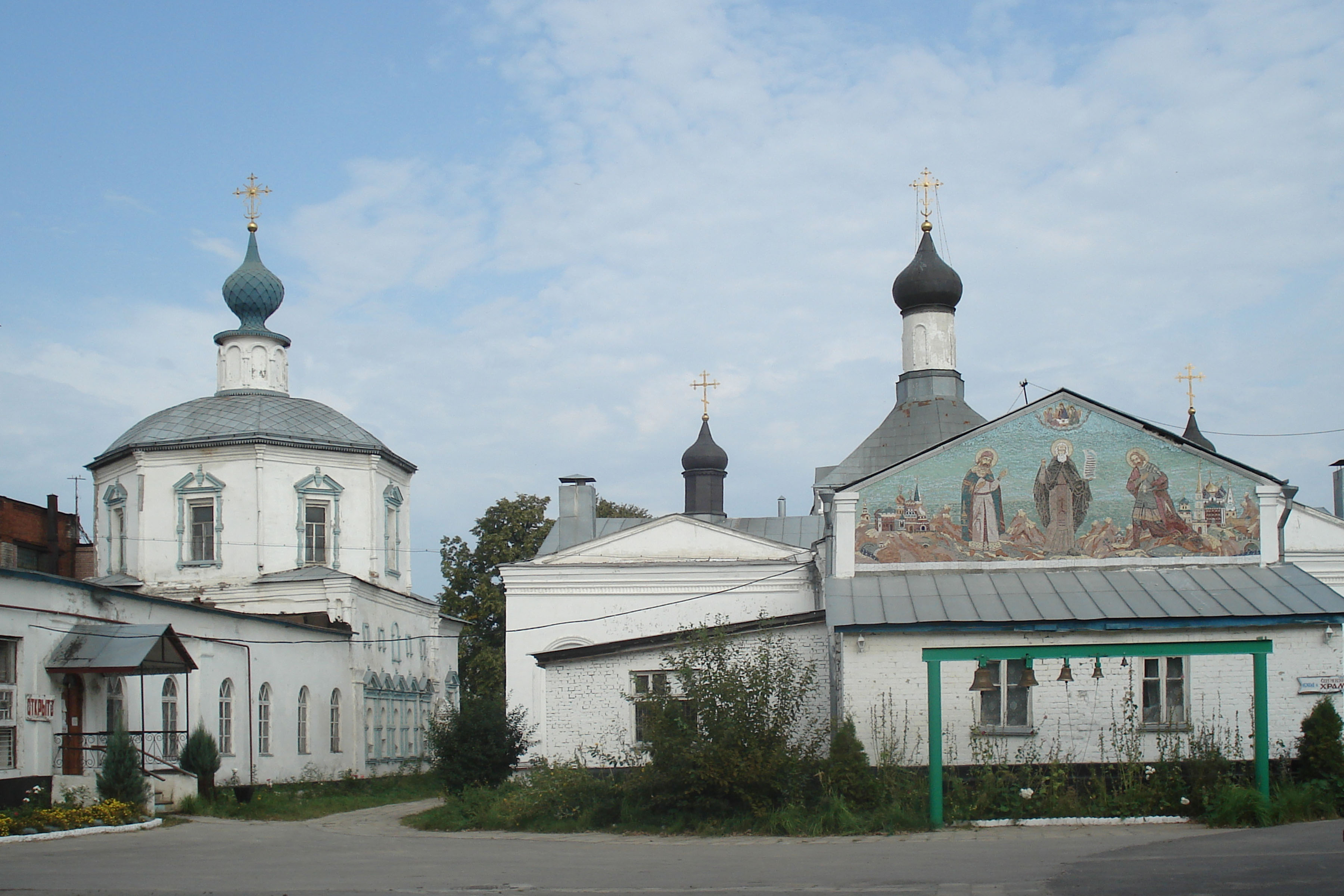
Рязанский Свято-Троицкий монастырь, в котором покоятся мощи святителя Мелетия

В 1984 году по представлению епископа Омского Максима (Крохи) и по благословению Патриарха Московского и всея Руси Пимена Мелетий был прославлен в составе Собора Сибирских святых. В 1987 году решением патриарха Пимена Милетий был включен в Собор Рязанских святых.
18 июня 1998 года были обретены нетленные мощи святителя Мелетия.
18 сентября 1998 года его мощи были перенесены в Рязанский Свято-Троицкий монастырь, 11 сентября 2004 года — в кафедральный Христорождественский собор Рязани.
Мелетий — местночтимый святой Рязанской, Липецкой, Сибирской, Иркутской и Якутской епархий. Его память прославляется также 14 (27) января (день мирной кончины) и 5 (18) июня (обретение мощей).
Тропарь, глас 5-й:

Церкве Христовы Светильниче, земли Рязанстей и Сибирстей украшение, Святителю Мелетие, Владыце всех молися, мир вселенней даровати и душам нашим велию милость.
Кондак, глас 3-й:

Днесь Собор Рязанских и Сибирских Святых предстоит в Церкви, и невидимо за ны молится Богу. Днесь Церковь небесная и земная ликовствует, Ангели и Святии радуются, купно паства с ними веселится, прославляя обретение мощей Святителя Мелетия, нас бо ради молят вси Превечнаго Бога.

## Сочинения Мелетия
Основные сочинения Мелетия:
- Поучение к новокрещёным о святой христианской вере. Казань (на бурятском языке).
- Древние церковные грамоты Восточно-Сибирского края (1653—1726) и сведения о даурской миссии. Казань, 1875.
- Православие и устройство церковных дел в Даурии (Забайкалье), Монголии и Китае в XVII и XVIII столетиях. Рязань, 1901.
- Пустынник Варлаам, основатель Иоанно-Предтеченского скита в Чикойских горах, за Байкалом. Рязань, 1901.
- О переводной церковно-канонической литературе в древней России (сочинение на соискание степени кандидата богословия). 1865.
- Якутский Спасский монастырь: владетельные акты на землю и угодья монастыря в древний период его существования. Якутские епархиальные ведомости, 1890, № 7-20.
- Сведения о состоянии Якутской епархии за истекшее семилетие (1889—1896).

Кроме того, им был написан целый ряд проповедей, миссионерских записок и отчетов по забайкальской и иркутской миссиям, которые печатались в «Иркутских епархиальных ведомостях» и перепечатывались затем в духовном журналах «Странник», «Миссионер» и в «Православном Обозрении».